# Ribera Palacios
Ribera Palacios ist ein Straßendorf im Departamento Santa Cruz im südamerikanischen Andenstaat Bolivien.

## Lage im Nahraum
Ribera Palacios ist die sechstgrößte Ortschaft im Municipio Cabezas in der Provinz Cordillera. Die Siedlung liegt auf einer Höhe von 395 m in einer intensiv genutzten Agrarregion zwanzig Kilometer westlich des Río Grande, der hier endgültig das bolivianische Tiefland erreicht hat.

## Geographie
Ribera Palacios liegt am südöstlichen Rand der bolivianischen Cordillera Oriental im Bereich des subtropischen Klimas und ist geprägt durch eine halbjährige Trockenzeit, die von Mai bis Oktober reicht.
Die Durchschnittstemperatur der Region beträgt etwa 24 °C (siehe Klimadiagramm Cabezas), die Monatswerte schwanken zwischen 20 °C im Juni und Juli und 27 °C im Dezember und Januar. Der Jahresniederschlag beträgt 800 mm, feuchteste Monate sind Januar und Februar mit 130 mm und trockenste Monate Juli und August mit weniger als 20 mm im langjährigen Durchschnitt.

## Verkehrsnetz
Ribera Palacios liegt 71 Kilometer südlich von Santa Cruz, der Hauptstadt des gleichnamigen Departamentos.
Von Santa Cruz führt die asphaltierte Nationalstraße Ruta 9 in südlicher Richtung über Villa Simón Bolívar nach Basilio und weiter nach Süden über Cabezas, Abapó, Ipitá und Villamontes nach Yacuiba an der bolivianischen Grenze zu Argentinien. Sechs Kilometer südlich von Basilio zweigt eine unbefestigte Landstraße in östlicher Richtung von der Ruta 9 ab und erreicht nach siebzehn Kilometern Ribera Palacios. 

## Bevölkerung
Die Einwohnerzahl der Ortschaft hat sich im vergangenen Jahrzehnt nicht wesentlich verändert. Bei der Volkszählung von 2001 notierte die Ortschaft Menonitas Rivas Palacio noch mit 5805 Einwohnern, firmierte bei der Volkszählung 2012 jetzt jedoch als Menonitas Rivas Palacio (3770 Einwohner) und Ribera Palacios (1382 Einwohner):
| Jahr | Einwohner         | Quelle       |
| ---- | ----------------- | ------------ |
| 1992 | keine Detaildaten | Volkszählung |
| 2001 | keine Detaildaten | Volkszählung |
| 2012 | 1 382             | Volkszählung |
| 2024 |                   | Volkszählung |

Die Siedlung ist in erster Linie besiedelt mit Familien der Glaubensgemeinschaft der Mennoniten, die sich in Bolivien vor allem im Departamento Santa Cruz angesiedelt haben.